# Добрик (Бистрица-Насауд)
Добрик (рум. Dobric) насеље је у Румунији у округу Бистрица-Насауд у општини Кајану. Oпштина се налази на надморској висини од 283 m.

## Становништво
Према подацима из 2002. године у насељу је живело 1133 становника, од којих су сви румунске националности.